# Шеховцов, Виктор Григорьевич
 Ви́ктор Григо́рьевич Шеховцо́в (15 апреля 1936, с. Курасовка, Ивнянский район, Курская область, РСФСР, СССР — 7 августа 1993, Екатеринбург, Россия) — советский хоккеист с мячом, капитан сборной команды СССР. Мастер спорта СССР (1956). Заслуженный мастер спорта СССР (1963), пятикратный чемпион мира, восьмикратный чемпион СССР, судья всесоюзной категории (1980).

## Биография
Родился 15 апреля 1936 года в селе Курасовка Ивнянского района Курской области.
В 1952—1955 годах играл в команде Нижнего Тагила. В 1955—1973 годах — защитник клуба «СКА-Свердловск». Сыграл в составе «СКА-Свердловск» 381 матч за 18 сезонов. 9 раз входил в список лучших в сезоне.
С 1961 по 1970 год входил в состав сборной команды СССР, при этом в 1963—1969 годах был капитаном сборной команды. Чемпион мира 1961, 1963, 1965, 1967, 1969 годов.
Победитель Московского международного турнира (1956) в составе второй сборной СССР.
Чемпион СССР (1956, 1958—1960, 1962, 1966, 1968, 1971). Серебряный призер (1957, 1961, 1963, 1965, 1967, 1969). Бронзовый призер (1964, 1970).
Победитель (1961) и второй призер (1958, 1970) Спартакиады народов РСФСР.
За победу на III чемпионате мира, получая приз, от имени команды вручил Шведскому королю Густаву VI свою клюшку, которая с благодарностью королем была принята. Скандинавские газеты писали: «Шеховцев — это хоккейный акробат». «Этот защитник — настоящий гладиатор».
Вошел в символическую сборную России за 100 лет по версии газеты «Спорт-Экспресс» (1997).
Вошел в список лучших игроков сборной СССР/России за 40 лет участия в чемпионатах мира (1998).
После окончания спортивной карьеры перешел на тренерско-преподавательскую работу. В 1973—1976 годы был главным тренером «Уральского трубника».
Судья всесоюзной категории по хоккею с мячом и по хоккею с шайбой. Судил матчи команд высшей лиги в 1977—1988 годах, в 1982 году международный турнир на приз газеты «Советская Россия». Семь раз входил в списки лучших судей страны (1978, 1980, 1981, 1984—1987). Был арбитром финалов Кубка СССР (1985, 1987).
Скончался 7 августа 1993 года в Екатеринбурге. Похоронен на Сибирском кладбище (секция 12).
В 2012 году установлена мемориальная доска на доме, где жил В. Г. Шеховцов (улица Бажова, 161).
Занесен в Книгу Памяти Министерства спорта Свердловской области под № 73.

## Награды
- орден «Знак Почёта» (30.05.1969)
- Юбилейная медаль к 30-летию ИБФ[4]

## Семья
Жена Людмила, две дочери. Дочь Алла — профессиональная фигуристка и судья международной категории по фигурному катанию.